# West-Duits voetbalkampioenschap 1927/28
In 1927/28 werd het 21ste voetbalkampioenschap gespeeld dat georganiseerd werd door de West-Duitse voetbalbond.
SpVgg Sülz werd kampioen en ook Preußen Krefeld en Schalke 04 plaatsten zich voor de eindronde om de Duitse landstitel. Krefeld verloor van Tennis Borussia Berlin en Schalke van Hamburger SV. SpVgg Sülz kon als enige winnen en versloeg Eintracht Frankfurt. In de kwartfinale verloor de club van FC Bayern München.

## Deelnemers aan de eindronde
| Club                             | Gekwalificeerd als               |
| -------------------------------- | -------------------------------- |
| SpVgg Sülz 07                    | Kampioen van Rijn                |
| VfR rrh. 1904 Köln               | Vicekampioen van Rijn            |
| Sportfreunde Schwarz-Weiß Barmen | Kampioen van Bergisch-Mark       |
| Düsseldorfer TSV Fortuna 1895    | Vickampioen van Bergisch-Mark    |
| CFC Preußen 1895 Krefeld         | Kampioen van Nederrijn           |
| Duisburger SpV                   | Vicekampioen van Nederrijn       |
| FC Schalke 04                    | Kampioen van Ruhr                |
| SC Schwarz-Weiß 1900 Essen       | Vicekampioen van Ruhr            |
| SC Borussia 08 Rheine            | Kampioen van Westfalen           |
| VfB 03 Bielefeld                 | Vicekampioen van Westfalen       |
| SV Kurhessen 1893 Kassel         | Kampioen van Hessen-Hannover     |
| CSC 03 Kassel                    | Vicekampioen van Hessen-Hannover |
| TuRV Hagen 1872                  | Kampioen van Zuidwestfalen       |
| SpVgg Hagen 1911                 | Vicekampioen van Zuidwestfalen   |

## Eindronde

### Vicekampioenen

#### Eerste Ronde
|              |               |       |                    |        |
| 1 april 1928 | CSC 03 Kassel | 3 - 0 | VfR rrh. 1904 Köln | Siegen |
| 1 april 1928 |               |       |                    | Siegen |

|              |                |       |                  |         |
| 1 april 1928 | Duisburger SpV | 5 - 2 | SpVgg Hagen 1911 | Hamborn |
| 1 april 1928 |                |       |                  | Hamborn |

|              |                            |              |                  |          |
| 1 april 1928 | SK Schwarz-Weiß 1900 Essen | 1 - 1 (n.v.) | VfB 03 Bielefeld | Dortmund |
| 1 april 1928 |                            |              |                  | Dortmund |

Replay
|              |                            |       |                  |               |
| 8 april 1928 | SK Schwarz-Weiß 1900 Essen | 4 - 1 | VfB 03 Bielefeld | Gelsenkirchen |
| 8 april 1928 |                            |       |                  | Gelsenkirchen |

TSV Fortuna Düsseldorf had een bye.

#### Halve Finale
|               |                |       |               |            |
| 29 april 1928 | Duisburger SpV | 7 - 2 | CSC 03 Kassel | Düsseldorf |
| 29 april 1928 |                |       |               | Düsseldorf |

|               |                            |              |                               |        |
| 29 april 1928 | SK Schwarz-Weiß 1900 Essen | 2 - 1 (n.v.) | Düsseldorfer TSV Fortuna 1895 | Bochum |
| 29 april 1928 |                            |              |                               | Bochum |

#### Finale
|             |                |       |                            |          |
| 13 mei 1928 | Duisburger SpV | 0 - 2 | SK Schwarz-Weiß 1900 Essen | Duisburg |
| 13 mei 1928 |                |       |                            | Duisburg |

### Kampioenen
| Plaats | Club                             | Wed. | W | G | V | Saldo | Ptn  |
| ------ | -------------------------------- | ---- | - | - | - | ----- | ---- |
| 1.     | SpVgg Sülz 07                    | 6    | 5 | 0 | 1 | 27:9  | 10:2 |
| 2.     | CFC Preußen 1895 Krefeld         | 6    | 4 | 0 | 2 | 17:12 | 8:4  |
| 3.     | FC Schalke 04                    | 6    | 3 | 1 | 2 | 15:14 | 7:5  |
| 4.     | SV Kurhessen 1893 Kassel         | 6    | 2 | 2 | 2 | 13:15 | 6:6  |
| 5.     | SC Borussia 08 Rheine            | 6    | 3 | 0 | 3 | 17:23 | 6:6  |
| 6.     | Sportfreunde Schwarz-Weiß Barmen | 6    | 1 | 1 | 4 | 14:21 | 3:9  |
| 7.     | TuRV Hagen 1872                  | 6    | 1 | 0 | 5 | 9:18  | 2:10 |

|  | Kampioen, geplaatst voor nationale eindronde |
|  | Geplaatst voor nationale eindronde           |
|  | Play-off derde ticket eindronde              |

### Wedstrijd om derde ticket eindronde
|              |                            |       |               |        |
| 24 juni 1928 | SK Schwarz-Weiß 1900 Essen | 1 - 2 | FC Schalke 04 | Bochum |
| 24 juni 1928 |                            |       |               | Bochum |